# Ružmarin
Ružmarin  (mirisni ružmarin, rozmarin, rusmarin, lužmarin, žmurod, ruzman, rožmarin,  zimorad, lat. Salvia rosmarinus, sin. Rosmarinus officinalis), biljka čije ime potječe od latinskog ros (rosa) i marinus (more), odnosno "morska rosa". Ružmarin je grmolika zimzelena biljka igličastih listova i krhkih svjetloplavih cvjetova. Igličasti listovi intenzivnog su mirisa, te pikantnog okusa. Koristi se za aromatiziranje povrća i mesnih jela.
Rod ružmarina (Rosmarinus) više nije priznat, i danas se uključuje u rod kadulja (Salvia).

## Opis biljke
Grmolika trajna biljka mirisnih zimzelenih listića sa sitnim svijetloplavim cvjetićima. Listovi su naspramni, sjedeći, čvrsti, kožasti, vrlo uski, a dugi 2-3 cm. Gornja strana listova je tamnozelena, a donja je sivobijele boje i lagano pustenasta. Između ogranaka, razvijaju se pršljenasto na maloj peteljci maleni ljubičastoplavi cvjetovi. Potječe iz mediteranskih krajeva, gdje raste na tlu bogatom kalcijem, u suhoj klimi i na slanom morskom zraku. Danas se proširio diljem Europe, a uzgaja se i u SAD-u i Meksiku. Grm ružmarina naraste od jednog do tri metra visine.
Miris cvjetova i cvjetnih vrhova grančica je jak i nalik na kamfor, dok je okus ljut, pomalo gorak i aromatičan. Cvjeta od ožujka do svibnja, a katkada u rujnu cvate i po drugi puta. Ružmarin voli sunčane i kamenite krajeve (kalcij) i ne zahtijeva puno vlage. Ipak ne voli mraz, pa ga treba odgovarajuće zaštititi. Jednostavno se presađuje i ne traži posebnu gnojidbu, stoga je gotovo idealna biljka za ekološki uzgoj.
U cvjetovima, listovima i grančicama sadrži eterična ulja, čija kvaliteta ovisi o klimi i o sunčanim i zaštićenim položajima. Više od tisuću godina cijenjeni je začin i prirodni lijek. Kroz povijest je ružmarin bio vrlo omiljena biljka. Voljeli su ga grčki i rimski bogovi. Grčki studenti stavljali su ga na glavu kada su pripremali ispite. Razlog tome je što je narodna medicina vjerovala, a i danas vjeruje, da ružmarin potiče i jača pamćenje. U staroj Engleskoj ružmarin je bio simbol vjernosti, pa je iz toga nastao običaj da se na svadbi odjeća kiti ružmarinom. Neka od tih svojstava znanost je dokazala i objasnila.

## Rasprostranjenost
Rasprostranjen je po sunčanim i kamenitim krajevima hrvatskog obalnog područja i otoka. Često se uzgaja po vrtovima i cvjetnim loncima, ali je vrlo osjetljiv na mraz, pa ga u sjevernim krajevima treba štititi od hladnoće. Raste na čitavom priobalnom području Mediterana, od Portugala do Male Azije i Crnom moru.

## Ljekoviti dijelovi
Upotrebljavaju se cvjetovi ružmarina (Flores rosmarini), izdanci u cvatu (Herba Rosmarini), a najčešće se sabiru listovi (Folia Rosmarini). Listovi se sabiru ljeti, režu se grane i stave sušiti. Destilacijom listova ili grančica dobiva se ružmarinovo ulje (Oleum Rosmarini). Cvjetovi i biljka u cvatu sabiru se u travnju i svibnju i suše u hladu. Uz eterično ulje, ružmarin sadrži smolu, tanin, gorke tvari i male količine saponina.
Iz knjige Ljekovito bilje i njegova upotreba, R. Wilforta doznajemo da se u narodnoj medicini koriste cvjetovi ružmarina, izdanci u cvatu, a najčešće listovi. Čaj ili vino od ružmarina koristilo se za liječenje duševne iscrpljenosti, loše probave, slabe prokrvljenosti, za čišćenje krvi i bljedoće, za liječenje slabog sluha i vida, te za pospješenje izlučivanja mokraće. Alkoholna otopina ružmarina služi kao sredstvo za masažu kod reumatizma mišića, živčanih bolova, glavobolje i duševne i tjelesne iznemoglosti. Ružmarin prokuhan u kozjem mlijeku koristio se kao lijek protiv tuberkuloze, a kao oblog je bio lijek protiv raka. Ulje koje se dobiva destilacijom listova ili grančica, sastavni je dio ružmarinove masti i tinkture za rane.[nedostaje izvor]
Istraživanja pokazuju da ružmarin sadrži visoku razinu ružmarinske kiseline, koji djeluje kao blagi analgetik i antioksidant, što ga čini korisnim kod liječenja upala, kao što su artritis i oštećenja zglobova.

### Ocat četvorice lopova
Ocat četvorice lopova je ocat s začinskim biljem, za kojeg je vezana legenda da je u Srednjem vijeku liječio od kuge. On se sastoji u osnovi od octa, u koji je namočena kadulja, timijan, lavanda i ružmarin, te dodatka bijelog luka (češnjak). Osim te osnovne mješavine, u ocat se mogu dodati i drugi začini ili ljekovite biljka, kao što su ruta, metvica ili pelin. Ocat četvorice lopova danas se prodaje u Provansi kao antiseptik.[nedostaje izvor]

### Kozmetika
Ružmarin je bio nezaobilazan sastojak vodice mađarske kraljice, vrlo raširenog srednjovjekovnog lijeka, koji je i danas u upotrebi, a pripisuje se kraljici Elizabeti Ugarskoj, kojoj je služio za ljepotu, te masiranje paraliziranih udova i gihta, od kojih je bolovala kraljica pred kraj života. Znanstvenici su dokazali da vanjska primjena ulja ružmarina vrlo učinkovito ublažava bolove kod reumatskih bolesti, međutim unutarnja primjena ulja izaziva probleme s probavom i bubrezima, a veća količina može biti otrovna.[nedostaje izvor]

## Primjena u kulinarstvu
Ružmarin se mnogo koristi u južnoeuropskoj kuhinji premda njegov žestok okus po kamforu nekima ne odgovara. Koristi se kao začin za juhe, pirjano povrće, meso, sve vrste pečenja i mekih sirova. Mogu se i listići odvojiti i sitno nasjeckati i dodati u zgotovljeno jelo. Njegovo korištenje kao začina, pogotovo u masnijim jelima i težim umacima, uz maslinovo ulje i ribu, govori o mudrom opažanju povoljnog djelovanja na rad žuči.

### Energetska i nutritivna vrijednost
Energetski sadržaj 100 g svježeg ružmarina iznosi 131 kcal / 548 kJ. Od toga je 20,7% ugljikohidrata, 5,8% masti i 3,3% bjelančevina. Sadrži 14,4 g dijetalnih vlakana i 44 mg fitosterola. Od minerala odličan je izvor mangana (0,96 mg što čini 48% RDA), željeza (6,65 mg što čini 47,5% RDA), kalcija (317 mg što čini 39,5% RDA), bakra (0,3 mg što čini 33% RDA) i magnezija (91 mg što čini 30% RDA). Od vitamina odličan je izvor vitamina C (21,8 mg što čini 36% RDA), folne kiseline ili vitamin B9 (65,4 mg što čini 32,7% RDA), a dobar je izvor vitamina A (146 μg što čini 18% RDA), piridoksina ili vitamin B6 (0,3 mg što čini 16,8% RDA), pantotenske kiseline ili vitamin B5 (0,8 mg 13% RDA).
Energetski sadržaj 100 g osušenog ružmarina iznosi 331 kcal / 1387 kJ. Od toga je 64% ugljikohidrata, 15% masti i 5% bjelančevina. Sadrži 42 g dijetalnih vlakana i 58 mg fitosterola. Od minerala odličan je izvor željeza (29,25 mg što čini 209% RDA), kalcija (1280 mg što čini 160% RDA), mangana (1,9 mg što čini 93% RDA), magnezija (220 mg što čini 73% RDA), bakra (0,5 mg što čini 61% RDA) i cinka (3,2 što čini 21,5% RDA).
Od vitamina odličan je izvor vitamina C (61,2mg što čini 102% RDA), folne kiseline ili vitamin B9 (184,2 mg što čini 92% RDA), piridoksina ili vitamin B6 (1,7mg što čini 87% RDA), tiamina ili vitamin B1 (0,5 mg što čini 36,7% RDA), riboflavina ili vitamin B2 (0,4 mg što čini 26,7% RDA), a dobar je izvor vitamina A (156 μg što čini 19,5% RDA).

## Narodni običaji
U starom vijeku ružmarin je bio posvećen grčkoj božici Afroditi, božici ljepote i ljubavi. S vijencem od ružmarina ukrašavali bi ne samo kipove bogova, nego bi grančicu ružmarina stavljali i u kolijevku novorođenčeta, ukrašavali bi bračne parove, a ružmarin je bio i mrtvački cvijet. Ružmarin je uvijek uživao veliki ugled kod naroda već od najstarijih vremena, a neki običaji u vezi uporabe ružmarina održali su se do danas. Kroz ljudsku povijest o ružmarinu su se ispredale mnoge priče i legende. Tako je "miris ružmarina probudio uspavanu bajnu ljepoticu; Marija, majka Isusova, je svoj ogrtač, u koji je bio umotan mali Isus, položila na rascvjetali grm ružmarina, da bi njeno dijete bilo okruženo njegovim miomirisom".
Ovaj zimzeleni grm, »princ aromatičnih biljaka«, kako su ga nekad nazvali, imao je značajnu ulogu u antičkim obredima: od njega su se pleli vijenci mladim nevjestama, a važio je kao simbol braka, ljubavi i smrti. Egipćani i Grci su ružmarin smatrali svetom biljkom i povezivali s ljubavlju, smrću i sjećanjem. U grobnice faraona u starom Egiptu stavljali su grančicu ružmarina kako bi im namirisali put u carstvo duša, a koristili su ga i pri mumificiranju mrtvih velikodostojnika.[nedostaje izvor]
Tokom Srednjeg vijeka, ružmarin je smatran ljubavnim cvijetom, te znakom sjećanja i vjernosti. U skladu s vjerovanjem da će ova mediteranska biljka pomoći da se održi zavjet položen pri vjenčanju, često su ga uplitali u vijenac koji je mlada nosila na glavi, a njegovo se vino koristilo u zdravicama za novovjenčani par. U Šekspirovom Hamletu, Ofelija kaže: "Tu je ružmarin, za sjećanje: moli za ljubav, pamti!..." U drevnoj Kini se koristio za liječenje glavobolje i ćelavosti. U starim su ga vremenima palili u sobama bolesnika i tako pročišćavali zrak.[nedostaje izvor]

## Vanjske poveznice
- ružmarin, Hrvatska enciklopedija